# Leichtathletik-Europameisterschaften 1994/Weitsprung der Männer

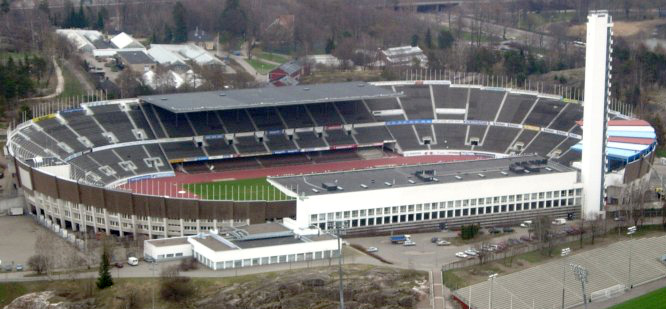
Das Olympiastadion von Helsinki im Jahr 2005

Der Weitsprung der Männer bei den Leichtathletik-Europameisterschaften 1994 wurde am 9. und 10. August 1994 im Olympiastadion der finnischen Hauptstadt Helsinki ausgetragen.
Europameister wurde der Bulgare Iwajlo Mladenow. Er gewann vor dem Tschechen Milan Gombala. Bronze ging an den Griechen Konstandinos Koukodimos.

## Bestehende Rekorde
| Weltrekord           | 8,95 m | Mike Powell    | WM Tokio, Japan                          | 30. August 1991 |
| Europarekord         | 8,86 m | Robert Emmijan | Zaghkadsor, Sowjetunion (heute Armenien) | 22. Mai 1987    |
| Meisterschaftsrekord | 8,41 m | Robert Emmijan | EM Stuttgart, BR Deutschland             | 29. August 1986 |

Der bestehende EM-Rekord wurde bei diesen Europameisterschaften nicht erreicht. Die größte Weite erzielte der später im Finale siebtplatzierte Ukrainer Witalij Kyrylenko in der Qualifikation mit 8,11 m, womit er dreißig Zentimeter unter dem Rekord blieb. Zum Europarekord fehlten ihm 75, zum Weltrekord 84 Zentimeter.

## Windbedingungen
In den folgenden Ergebnisübersichten sind die Windbedingungen zu den jeweils besten Sprüngen benannt. Der erlaubte Grenzwert liegt bei zwei Metern pro Sekunde. Bei stärkerer Windunterstützung wird die Weite für den Wettkampf gewertet, findet jedoch keinen Eingang in Rekord- und Bestenlisten.

## Legende
Kurze Übersicht zur Bedeutung der Symbolik – so üblicherweise auch in sonstigen Veröffentlichungen verwendet:
| DNS | nicht am Start (did not start)                         |
| NM  | keine Weite (no mark)                                  |
| ogV | ohne gültigen Versuch                                  |
| w   | Windunterstützung über dem zulässigen Wert von 2,0 m/s |
| x   | ungültig                                               |

## Qualifikation
9. August 1994
33 Wettbewerber traten in zwei Gruppen zur Qualifikationsrunde an. Vier von ihnen (hellblau unterlegt) übertrafen die Qualifikationsweite für den direkten Finaleinzug von 8,00 m. Damit war die Mindestzahl von zwölf Finalteilnehmern nicht erreicht. Das Finalfeld wurde mit den acht nächstplatzierten Sportlern (hellgrün unterlegt) auf zwölf Werfer aufgefüllt. So reichten für die Finalteilnahme schließlich 7,83 m.

### Gruppe A

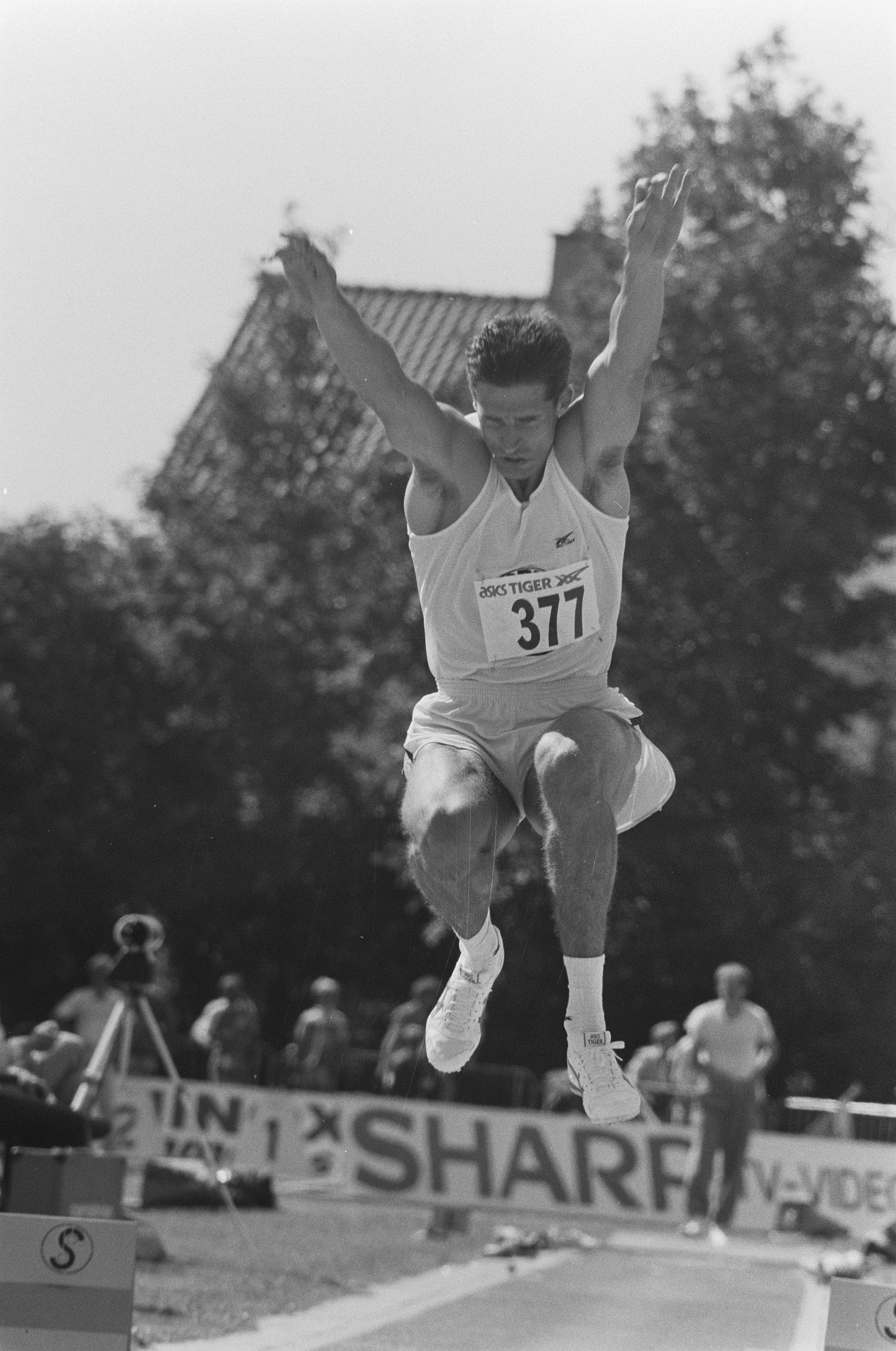
Frans Maas verfehlte die Finalqualifikation deutlich

| Platz | Name                   | Nation       | Weite (m) | Wind (m/s) |
| ----- | ---------------------- | ------------ | --------- | ---------- |
| 1     | Witalij Kyrylenko      | Ukraine      | 8,1100    | +1,5       |
| 2     | Stanislaw Tarassenko   | Russland     | 8,0400    | +1,5       |
| 3     | Milan Gombala          | Tschechien   | 7,9500    | +0,1       |
| 4     | Milko Campus           | Italien      | 7,9000    | +1,6       |
| 5     | Georg Ackermann        | Deutschland  | 7,89 w    | +2,1       |
| 6     | Aljaksandr Hlawazki    | Belarus      | 7,8800    | +0,8       |
| 7     | Iwajlo Mladenow        | Bulgarien    | 7,8300    | +0,7       |
| 8     | Giovanni Evangelisti   | Italien      | 7,8000    | −0,8       |
| 9     | Bogdan Țăruș           | Rumänien     | 7,7900    | +1,6       |
| 10    | Dimitrios Chatzopoulos | Griechenland | 7,7300    | +1,0       |
| 11    | Christian Thomas       | Deutschland  | 7,6600    | +0,5       |
| 12    | Juha Kivi              | Finnland     | 7,6500    | +0,2       |
| 13    | Gregor Cankar          | Slowenien    | 7,6200    | +0,6       |
| 14    | Frans Maas             | Niederlande  | 7,5300    | +0,2       |
| 15    | Csaba Almási           | Ungarn       | 7,1300    | +0,6       |
| 16    | János Uzsoki           | Ungarn       | 7,1100    | −0,8       |
| DNS   | Armen Martirosjan      | Armenien     |           |            |

### Gruppe B

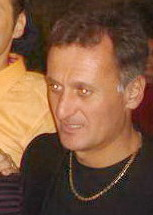
Der Europameister von 1986, Vizeweltmeister von 1987 und Europarekordinhaber Robert Emmijan erreichte als Achter seiner Qualifikationsgruppe nicht das Finale

| Platz | Name                    | Nation         | Weite (m) | Wind (m/s) |
| ----- | ----------------------- | -------------- | --------- | ---------- |
| 1     | Erik Nijs               | Belgien        | 8,03      | +1,1       |
| 2     | Konstandinos Koukodimos | Griechenland   | 8,00      | +1,7       |
| 3     | Mattias Sunneborn       | Schweden       | 7,98      | +0,8       |
| 4     | Dmitri Bagrjanow        | Russland       | 7,95      | +1,4       |
| 5     | Bogdan Tudor            | Rumänien       | 7,88      | +1,0       |
| 6     | Simone Bianchi          | Italien        | 7,80      | +0,1       |
| 7     | Ángel Hernández         | Spanien        | 7,73      | +1,0       |
| 8     | Robert Emmijan          | Armenien       | 7,69      | +0,8       |
| 9     | Barrington Williams     | Großbritannien | 7,69      | +1,1       |
| 10    | Nikolaj Antonow         | Bulgarien      | 7,63      | ±0,0       |
| 11    | Dietmar Haaf            | Deutschland    | 7,55      | +0,3       |
| 12    | Jarmo Kärnä             | Finnland       | 7,55      | +0,9       |
| 13    | Siniša Ergotić          | Kroatien       | 7,55      | +0,1       |
| 14    | Tibor Ordina            | Ungarn         | 7,52      | +0,1       |
| 15    | Roman Orlík             | Tschechien     | 7,50      | +0,1       |
| 16    | Andrei Ignatow          | Russland       | 7,42      | +0,8       |
| NM    | Kenneth Kastrén         | Finnland       | ogV       |            |

## Finale

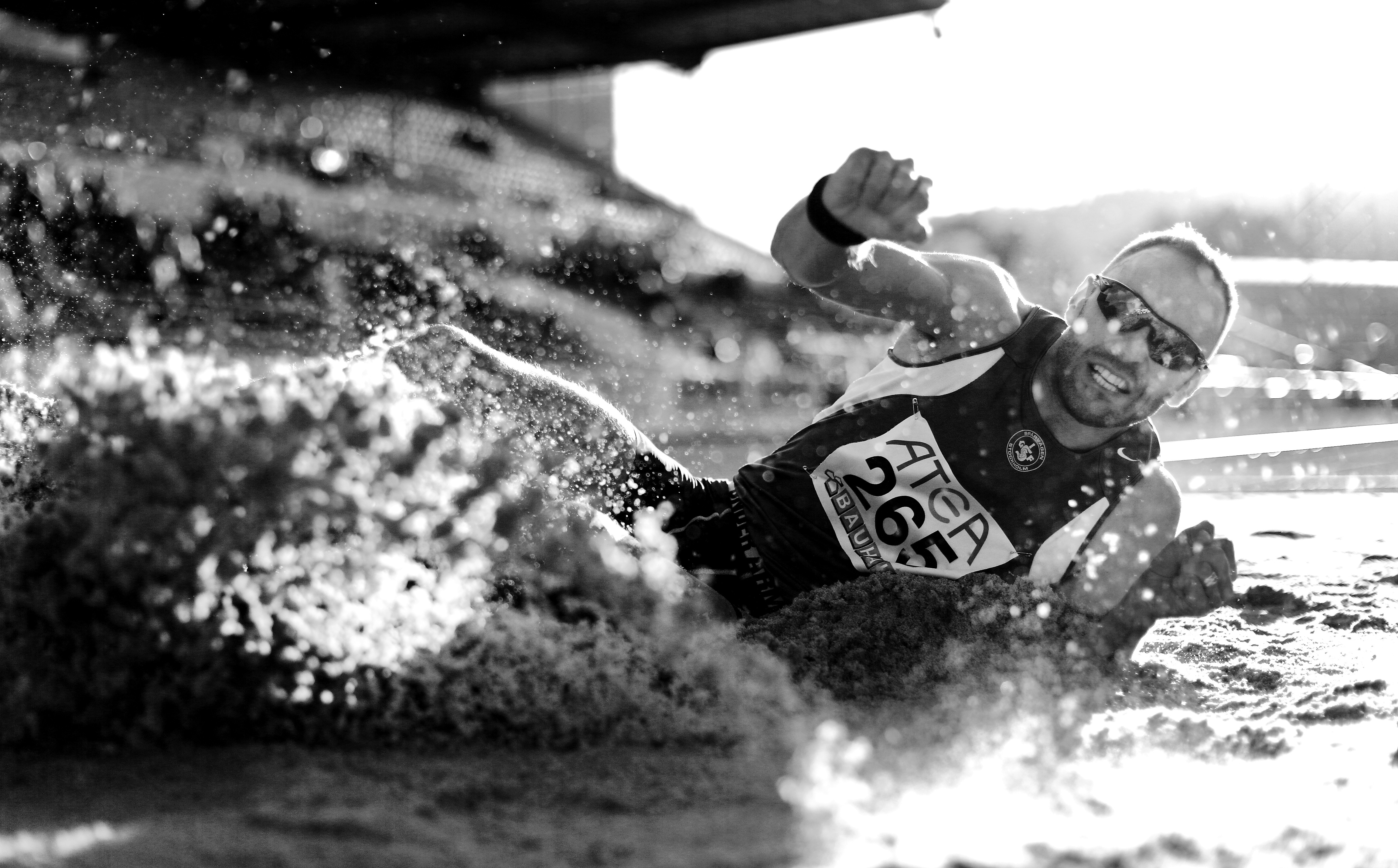
Mattias Sunneborn erreichte Platz neun

10. August 1994
| Platz | Name                    | Nation       | Weite (m) | Wind (m/s) | Versuchsserie der Medaillengewinner (m) | Versuchsserie der Medaillengewinner (m) | Versuchsserie der Medaillengewinner (m) | Versuchsserie der Medaillengewinner (m) | Versuchsserie der Medaillengewinner (m) | Versuchsserie der Medaillengewinner (m) |
| Platz | Name                    | Nation       | Weite (m) | Wind (m/s) | 1. Versuch                              | 2. Versuch                              | 3. Versuch                              | 4. Versuch                              | 5. Versuch                              | 6. Versuch                              |
| ----- | ----------------------- | ------------ | --------- | ---------- | --------------------------------------- | --------------------------------------- | --------------------------------------- | --------------------------------------- | --------------------------------------- | --------------------------------------- |
| 1     | Iwajlo Mladenow         | Bulgarien    | 8,09      | −0,5       | 8,02                                    | x                                       | 7,78                                    | 7,88                                    | 7,94                                    | 8,09                                    |
| 2     | Milan Gombala           | Tschechien   | 8,04      | +1,4       | 7,85                                    | 8,04                                    | 7,83                                    | 7,79                                    | 6,02                                    | 7,83                                    |
| 3     | Konstandinos Koukodimos | Griechenland | 8,01      | +0,2       | x                                       | x                                       | 8,01                                    | x                                       | x                                       | x                                       |
| 4     | Bogdan Tudor            | Rumänien     | 7,99      | +1,7       |                                         |                                         |                                         |                                         |                                         |                                         |
| 5     | Dmitri Bagrjanow        | Russland     | 7,96      | −0,2       |                                         |                                         |                                         |                                         |                                         |                                         |
| 6     | Stanislaw Tarassenko    | Russland     | 7,93      | −0,1       |                                         |                                         |                                         |                                         |                                         |                                         |
| 7     | Witalij Kyrylenko       | Ukraine      | 7,92      | −0,6       |                                         |                                         |                                         |                                         |                                         |                                         |
| 8     | Erik Nijs               | Belgien      | 7,89      | −1,2       |                                         |                                         |                                         |                                         |                                         |                                         |
| 9     | Mattias Sunneborn       | Schweden     | 7,85      | +0,8       |                                         |                                         |                                         |                                         |                                         |                                         |
| 10    | Aljaksandr Hlawazki     | Belarus      | 7,82      | +0,8       |                                         |                                         |                                         |                                         |                                         |                                         |
| 11    | Milko Campus            | Italien      | 7,76      | +1,0       |                                         |                                         |                                         |                                         |                                         |                                         |
| 12    | Georg Ackermann         | Deutschland  | 7,70      | −0,6       |                                         |                                         |                                         |                                         |                                         |                                         |

## Videolink
- 4875 European Track & Field Long Jump Men Dmitriy Bagryanov, www.youtube.com, abgerufen am 1. Januar 2023